# Manuel da Natividade do Nascimento
Manuel da Natividade do Nascimento, O.S.H. (Lisboa, ca. 1618 – São Tomé, 25 de novembro de 1675) foi um frei jerônimo e prelado português da Igreja Católica, que foi bispo de São Tomé.

## Biografia
Era natural de Lisboa, nascido em 1618. Era professo no Mosteiro de Belém.
Foi proposto para bispo de São Tomé depois de 11 de outubro de 1668, sendo seu nome aprovado pelo Papa Clemente X em consistório de 16 de abril de 1674.
Chegou nas ilhas em 10 de setembro de 1675, fazendo sua entrada solene no dia 18 de setembro seguinte. Apesar de debelar algumas das revoltas do cabido local, teve outras durante sua prelazia. Morreu em 25 de novembro de 1675.